# Lijst van bendes uit Grand Theft Auto
Dit is een lijst met fictieve bendes en criminele organisaties uit de Grand Theft Auto computerspellenreeks gesorteerd op nationaliteit.
De bendes zijn afkomstig uit de volgende spellen in de Grand Theft Auto-reeks, en verschijnen hoofdzakelijk in de Grand Theft Auto III-serie:
- Grand Theft Auto III (GTA III)
- Grand Theft Auto: Vice City (GTA: VC)
- Grand Theft Auto: San Andreas (GTA: SA)
- Grand Theft Auto Advance (GTA A)
- Grand Theft Auto: Liberty City Stories (GTA: LCS)
- Grand Theft Auto: Vice City Stories (GTA: VCS)

## Italiaans-Amerikaanse bendes

### Leone Family
Verschijningen: GTA III, GTA: SA, GTA: LCS
De Leone Family is een Italiaanse maffiafamilie uit Sicilië die geleid wordt door Salvatore Leone. De bende opereert voornamelijk in Liberty City en heeft het hoofdkwartier op Portland. De Leone Family zijn vaak te vinden in Cipriani's Restaurante, Sex Club 7 en Joey's Auto Painting Shop verder lopen de leden van de bende in de wijk Saint Mark's rond.
Salvatore Leone werd na een bloederige machtsstrijd midden jaren 80 leider van de Leone Family. Zijn zoon Joey Leone is nog niet getrouwd en mogelijk werd Salvatore pas leider nadat zijn naamloze broer is vermoord.
In GTA III en GTA: Liberty City Stories dragen de leden van de Leone Family zwarte maatpakken, sommige dragen een zonnebril of handschoenen en als wapen dragen ze een pistool of jachtgeweer. In GTA: San Andreas kleden de handlangers (verondersteld dat ze bij de Leone Family horen) zich in bruine leren jassen met een grijze broek, lichtblauwe overhemden met een ketting of in een zwart trainingspak.

### Forelli Family
Verschijningen: GTA III, GTA: VC, GTA: SA, GTA: LCS, GTA: VCS
(actief van 1971 tot 2001)
De Forelli Family is een Italiaanse maffiafamilie die gevestigd is in Liberty City en geleid wordt door Sonny Forelli die in 1986 vermoord wordt door Tommy Vercetti. Het hoofdkwartier van de familie is gevestigd in restaurant Marco's Bistro in Saint Mark's. In de jaren 80 waren ze de grootste maffia bende (en waarschijnlijk van de hele stad). Maar nadat Sonny Forelli vermoord wordt door Tommy Vercetti vervalt de bende steeds meer tot ze in GTA III niet veel gebied meer hebben dan Marco's Bistro.
In GTA: Liberty City Stories dragen de leden van de Forelli Family blauwe/donkerrode shirts met daar over lichtblauw/witte jasjes en hebben een pistool bij zich. In GTA: San Andreas kleden de handlangers (verondersteld dat ze bij de Forelli Family horen) zich in bruine leren jassen met een grijze broek, lichtblauwe overhemden met een ketting of in een zwart trainingspak. In GTA III kleden ze zich hetzelfde de Leone Family zoals te zien is in de missies van Jeoy Leone. In GTA: Vice City dragen ze witte of rode Hawaïaanse shirts met een bruine broek.
In GTA: Vice City Stories komt de Forelli Family ook voor, hier proberen ze Phil Collins te vermoorden. Deze opdracht is gegeven door Giorgio Forelli, die nog geld kreeg van Phils manager Barry Mickeltwaite, aan wie hij het geleend had. Phil Collins gaat niet dood, doordat Vic Vance de Forelli's weet te stoppen.

### Sindacco family
Verschijningen: GTA: SA, GTA: LCS
(actief van 1986-1987 tot 1998)
De Sindacco family is een Italiaanse maffiafamilie die het hoofdkwartier in Las Venturas en gedeeltelijk in Liberty City heeft. Het hoofd van de familie is Paulie Sindacco die graag samen wil werken met de Leone Family. De Sindacco family had een aandeel in Caligula's Casino, samen met de Leone Family. Ze halen Salvatore over 5 miljoen dollar te betalen (die dat met tegenzin doet) voor de vereniging van de twee families. Ze kozen Ken Rosenberg (die eens met de Forelli family werkte, maar deze heeft verlaten voor de machtige Vercetti Gang) uit om de casino te leiden vanwege zijn neutrale stand in beide families. Ken stond in het midden van de Three Families, als de één de ander aanviel zou hij waarschijnlijk het doelwit zijn.
In GTA: Liberty City Stories dragen de leden van de Sindacco family zwarte overhemden, een zwarte broek en een bruin (leren) jasje. Sommige hebben een zonnebril op en ze hebben een pistool bij zich. In GTA: San Andreas kleden de handlangers (verondersteld dat ze bij de Sindacco family horen) zich in bruine leren jassen met een grijze broek, lichtblauwe overhemden met een ketting of in een zwart trainingspak.

### Vercetti Gang
Verschijningen: GTA: VC
(actief vanaf 1986)
De Vercetti Gang is een bende uit de onderwereld geleid door Tommy Vercetti. De bende wordt opgericht door Tommy Vercetti nadat hij Ricardo Diaz heeft vermoord. De leden van de Vercetti Gang beschermen Tommy's bedrijven tegen rivaliserende bendes.
De leden van de Vercetti Gang dragen blauwe of Hawaïaanse overhemden, een lange broek en een zonnebril. De term "Vercetti Gang" wordt slechts eenmaal gebruikt in het spel, door Delores, de verzender van het Kaufman Cabs taxibedrijf.

### Sicilian Mafia
Verschijningen: GTA: LCS
De Sicilian Mafia is een maffiafamilie in Liberty City onder leiding van Massimo Torini, een oom van Salvatore Leone. Massimo Torini probeert de andere maffiafamilies tegen elkaar op te zetten zodat hij zelf machtiger wordt (tot 1998).

### Pegorino Crime Family
Verschijningen: GTA: IV
De Pegorino Crime Family, onder leiding van gangster Jimmy Pegorino, is een Italiaanse maffiafamilie gevestigd in de staat van Alderney, die aanleiding geven tot de bondgenoten "The Alderney Mob." Ze dienen als de secundaire groep van antagonisten in zowel GTA IV en TLAD.
Andere belangrijke leden in de organisatie omvatte kapitein (of caporegime) Ray Boccino en deelgenoot Phil Bell. Tijdens de verhaallijn, Pegorino huurde de huurmoordenaar Niko Bellic, die uiteindelijk leiden tot de ondergang van de organisatie, ongeacht de speler keuze.

## Afrikaans-Amerikaanse bendes

### Southside Hoods
Verschijningen: GTA III, GTA: LCS
(actief vanaf 1998)
De Southside Hoods is een bende van Afrikaanse komaf en gelokaliseerd in Shoreside Vale. De bende bestaat uit twee verschillende groepen: de Red Jacks en de Purple Nines. De leden van de Southside Hoods lopen voornamelijk rond in de wijk Wichita Gardens. In GTA III verspreiden ze de drug SPANK voor de Colombia Cartel.
De Red Jacks zijn een kleinschalige straatbende geleid door D-Ice. In de missies van GTA III worden de activiteiten van Purple Nines uitgeschakeld en uiteindelijk worden de Purple Nines helemaal vernietigd.

### Grove Street Families
Verschijningen: GTA: SA, GTA V
De Grove Street Families (ook wel Orange Grove Families en afgekort Grove Street genoemd) is een straatbende uit Los Santos. Samen met zijn familie en vrienden behoort Carl Johnson tot deze bende. Grove street Families probeert de toeneming van drugsgebruik en handel dat afkomstig is van de Ballas terug te dringen ook zijn drugsgebruik en handel verboden voor Grove Street bendeleden.
De leden van de Grove Street Families dragen altijd groene kleding bestaande uit een basketbal jerseys, een vest of geknoopt shirt en een groene hoed of bandana.

### Ballas
Verschijningen: GTA: SA, V
De Ballas zijn de rivaliserende bende van de Grove Street Families. Ze zijn onder andere betrokken bij drugsdeals, gevechten tussen bendes, prostitutie, het verhandelen van wapens, vandalisme, degeneratie, maar voornamelijk bij cocaïne verspreiding. De Balles zijn rivalen van de Grove Street Families en de Varrio Los Aztecas, maar heeft banden met de Los Santos Vagos, de San Fierro Rifa, de Loco Syndicate voor drugs en met de Russian Mafia voor wapens.
De leden van de Ballas zijn vrijwel hetzelfde gekleed als de leden van de Grove Street(groen), alleen dan in het paars/wit.

## Oost-Aziatische bendes

### Liberty City Triads
Verschijningen: GTA III, GTA: LCS, GTA IV, GTA: CTW
De Liberty City Triads is een bende die bestaat uit mensen van Aziatische oorsprong die zich bevinden op Portland. Hoewel de Liberty City Triads een kleine straatbende lijkt te zijn, wordt duidelijk dat ze zich met georganiseerde misdaad bezighouden, waaronder afpersing. Ze zijn bijzonder vaak in de wasserette van Mr. Wongs, waar ze de Leone Family verscheidene problemen bezorgen, zoals het verspreiden van drugs voor de Colombian Cartel via "Chunky" Lee Chong.

### San Fierro Triads
Verschijningen: GTA: SA
De San Fierro Triads zijn grote bende organisaties uit Hongkong die zich naar San Fierro hebben verplaatst. Er zijn drie Triad facties in San Fierro, van klein naar groot zijn dit: Blood Feather Triad, die later afgeslacht wordt door Da Nang Boys. Red Gecko Tong, geleid door Ran Fa Li. En de Mountain Cloud Boys, de meest prominentste bende uit de groep die geleid wordt door de blinde Wu Zi Mu.

### Vice City Triads
Verschijningen: GTA: VC
De Vice City Triads is een Triad-bende uit Vice City die kort voorkomt in GTA: Vice City. Ze zijn slechts bekend door hun vervalsingen, zoals het leveren van drukplaten voor bankbiljetten.

### Liberty City Yakuza
Verschijningen: GTA III, GTA A, GTA: LCS
De Liberty City Yakuza is een Japanse criminele organisatie die opereert in Liberty City, verondersteld wordt dat ze dat sinds de jaren 70 doen, onder leiding van Asuka Kasen en Kenji Kasen. Hun activiteiten bestaan uit gokken en beschermen. Ze domineren het eiland Staunton Island. De grote rivalen van de Yakuza zijn het Colombian Cartel en de Italiaanse Mafia.

### Da Nang Boys
Verschijningen: GTA: SA
De Da Nang Boys zijn een Vietnamese criminele organisatie in San Fierro, een volledige beweging naar de VS voorbereidend. Uiterst hevig, met belangrijke belangen voor bescherming, narcotica en het drijven van menselijke handel, domineren zij de havens en het baaigebied van Easter Basin. De Da Nang Boys zijn veelal in conflict met de lokale Triad-bendes en zijn verantwoordelijk voor de afslachting van de Blood Feather Triad. Met behulp van CJ beantwoorden de Triads deze actie met een aanval op een van de vrachtschepen van de Da Nang Boys waar vele leden en hun leider, Snakehead, worden omgebracht.

## Latijns-Amerikaanse bendes

### Colombian Cartel
Verschijningen: GTA III, GTA A, GTA: LCS
De Colombian Cartel (in Grand Theft Auto Advance "Cartel" genoemd) is een Colombiaanse Drugkartel en de belangrijkste bende in GTA III. De leden zijn uitzonderlijk goed bewapend, en worden door Catalina en Miguel ertoe gebracht om de drug SPANK te produceren en leveren in Libert City. Het wordt verondersteld door de Liberty City politieverslagen dat de Colombia Cartel de SPANK via het vliegveld en de haven Liberty City binnen smokkelt, hoewel ze hier geen grondige bewijzen voor hebben. Nadat de ruzie tussen Claude en de Liberty City Triads is afgelopen zie hij de Colombia Cartel als nieuwe grootste vijand van het spel.

### Diablos
Verschijningen: GTA III, GTA: LCS GTA A
De Diablos zijn een Puerto Ricaanse straatbende die geleid wordt door El Burro (die sinds 1997 onder observatie van de politie staat zoals op de officiële GTA III-website vermeld staat). De enige activiteiten die bekend zijn van de Diablos zijn straatgeweld en pornografie, hoewel ze ook vuurgevechten hebben met de Liberty City Traids.

### Cholos
Verschijningen: GTA: VCS
De Cholos zijn een Mexicaanse bende die in GTA: Vice City Stories (1984) de wijk Little Havana in Vice City domineren. Ze zijn betrokken bij diverse conflicten met bijvoorbeeld Phil Cassidy, waar ze zijn wapens proberen te vernietigen en met Marty Jay Williams van de Trailer Park Mafia.

### Diaz Cartel
Verschijningen: GTA: VC, GTA: VCS
De naamloze organisatie van drugs baron Ricardo Diaz is een Colombiaanse drugs organisatie in Vice City die midden jaren 80 veel invloed heeft. In 1986, als Tommy Vercetti de onderwereld van Vice City overneemd, zijn zij de grootste en machtigste drugs handelaren van de stad, en door Ricardo Diaz' agressiviteit en het domineren van de drugsindustrie zijn ze zeer succesvol.

### Cuban Gang/Los Cabrones
Verschijningen: GTA: VC, GTA: VCS
voertuig: Cuban Hermes (GTA VC/VCS)
De Cuban Gang (zoals ze genoemd worden in GTA: Vice City), of de Los Cabrones (zoals ze genoemd worden in GTA: Vice City Stories) zijn een Cubaanse bende uit Vice City onder leiding van Umberto Robina. In 1986 is de Cuban Gang de grote vijand van de Haitian Gang. Tommy Vercetti vecht een bende-oorlog aan beide zijden maar omdat de Haitian Gang hem uiteindelijk bedriegt, vernietigt hij de drugsfabriek van de Haitian gang waardoor hij meteen de vijand is van hen is en dan verenigt hij zich weer met de Cuban Gang.

### Los Santos Vagos
Verschijningen: GTA: SA, GTA V
De Los Santos Vagos (wat Spaans is voor "Vage Heiligen") is een Mexicaanse staartbende die in liga is met de Ballas in Los Santos. De Los Santos Vagos vormen, net als de Ballas, een bedreiging voor Carl Johnson waarmee hij dan ook verscheidene bende-oorlogen mee aangaat.

### Varrios Los Aztecas
Verschijningen: GTA: SA
De Varrios Los Aztecas zijn beduidend minder prominent dan de Los Santos Vagos, het is een Mexicaanse straatbende die geleid wordt door Cesar Vialpando. Hoewel verre van vast, hebben ze een alliantie met de Grove Street Families gevormd door Cesar bedoeld om te trouwen met Kendl Johnson, de zus van zijn goede vriend Carl Johnson en wegens de gezamenlijke vijanden die ze hebben.

### San Fierro Rifa
Verschijningen: GTA: SA
De San Fierro Rifa is de enige Mexicaanse bende in San Fierro, die later samenwerkt met de Los Santos Vagos en de Ballas in de drugshandel. De Rifa schijnt ook in de misdaadorganisatie voor de Loco Syndicate te werken, waarschijnlijk omdat de leider van de Rifa (T-Bone Mendez) een medeleider is van de Loco Syndicate. Eerst had de Rifa een afkeer van de andere Mexicaanse bendes in Los Santos, tot ze zich bij de drugshandel van de Los Santos Vagos aansloten. Ze schijnen neutraal te zijn jegens de lokale Chinese Triads en de Da Nang Boys.

### Mendez Cartel
Verschijningen: GTA: VCS
De Mendez Cartel is een zeer krachtige drugsorganisatie die eind jaren 70 actief is in Vice City. Ze komen aan in Vice City rond dezelfde tijd als Victor Vance en leveren drugs aan talrijke hoge officieren en ambtenaren zoals Fort Baxter.

### Haitian Gang
Verschijningen: GTA: VC
De Hatian Gang is een Haïtiaanse bende die geleid wordt door Auntie Poulet en deze domineert de vervallen buurt Little Haïti. Ze zijn de grootste rivalen van de Cuban Gang en Auntie Poulet geeft Tommy Vercetti mening-veranderende drugs om hem op te zetten tegen de Cubans. Tommy, die later weer terugkomt en vriendschap sluit met de Cubans, is bereid hen en hun leider Umberto Robina te helpen bij het vernietigen van de grote drugsproductie-installatie van de Hatians, waarna alle banden met Auntie en haar bende verbroken zijn.
De leden van de Hatian Gang dragen blauwe overhemden met de tekst "RELAX", een witte broek en een honkbalpet, of een lichtblauw shirt met een spijkerbroek en een hoofdband.
(actief van 1984-1985)

## Caribische bendes

### Uptown Yardies
Verschijningen: GTA III, GTA A, GTA: LCS,
De Uptown Yardies is een Jamaicaanse bende, die door King Courtney wordt geleid. Ze werken in het geheim samen met de Colombian Cartel en verspreiden de SPANK op Staunton Island. De Yardies en de Diablos vechten met elkaar wegens de commentaren die door de Diablos over de leden Yardies worden gemaakt van Queen Lizzy. De Yardies leden zijn te herkennen aan hun dreadlocks en dragen afgesleten leger kledij in GTA III, terwijl ze in GTA: Liberty City Stories helder gekleurde hemden dragen, met of zonder geel T-shirt er onder, en verder een broek en bruine laarzen dragen.
(actief van 1998)

## Kaukasische bendes

### Biker Gang
Verschijningen: GTA: VC, GTA: VCS
De Biker Gang is een motorfiets club/groep in Vice City of zoals hun leider Big Mitch Baker zegt: "The biggest family of misfits, outcasts and badasses". Een groep stereotype bikers met leren vesten, langen haren en baarden en tatoeages, die rondrijden op choppers. In 1986 zijn ze de enige bende, samen met de Cuban Gang. Ze zijn zwaar beïnvloed door de Duitse cultuur, sommige hebben een tatoeage van het Eisernes Kreuz (IJzeren Kruis) op hun schouder, evenals het dragen van Pickelhaubes.
In 1984 hebben ze behoorlijk veel macht en illegale handeltjes. Ze zijn vooral actief in Downtown en Vice Point. Na de acties van Vic Vance zijn ze gereduceerd tot een kleine bende die rondhangt bij de Greasy Chopper Biker Bar.

### Liberty City Biker Gang
Verschijningen: GTA: LCS
De Biker Gang van Liberty City wordt geleid door Cédric Fotheringay (bijnaam: "Wayne"). Ze zijn vooral bekend om de missies waarin Maria een rol speelt, Wayne verkoopt drugs aan haar. De groep hangt vaak rond in Chinatown.
In GTA III is de groep opgeheven als gevolg van het verbod op motorfietsen in de stad.

### Trailer Park Mafia
Verschijningen: GTA: VCS
De Trailer Park Mafia is de naam die gegeven wordt aan een vroegere groep rednecks die zich in 1984 huisvestte in een woonwagenkamp bij de Sunshine Autos showroom. Hun invloed ligt bij de armere gedeeltes van Vice City die ze nog verder de armoede in drijven. Na de moord op hun leider Marty Jay Williams valt de bende uit elkaar en hun handeltjes worden overgenomen door de Vance Crime Family.
De bewoners dragen afgesleten overhemden en broeken met een honkbalpet, sommige hebben een zonnebril.

### The Lost Brotherhood
Verschijningen: GTA: IV, GTA V
The Lost Motorcycle Club is een onwettige motorclub operationele voornamelijk uit acter, Alderney City in de staat van Alderney. De club president (voormalig vicepresident) Johnny Klebitz is de hoofdpersoon in The Lost and Damned.

## Andere bendes
- Vance Crime Ring - Een groep bestaande uit de twee broers Lance Vance en Victor Vance.(Tot 1986)
- Russian Mafia - Een maffia organisatie uit San Andreas.(Tot 1992)
- Loco Syndicate - Een drugs organisatie in San Andreas..(Tot 1992)
- Streetwannabes/Sharks - Een bende uit Vice City.(actief na de dood van de Mendez Brothers)(1984)
- Avenging Angels - Een groep in Liberty City.(Tot 1998)
- Security guards -(ook bekend als de PIG, Patrol Intvest Group) Officieel niet een bende maar ze lopen op verschillende plekken in Vice City rond.